# 赤城進
赤城 進（あかぎ すすむ、1972年11月28日 - ）は、日本の男性声優。東京都出身。ケンユウオフィス所属。旧芸名は遠藤 真（えんどう まこと）。

## 来歴
東京アナウンス学院卒業。
以前は劇団吟遊詩人、ゆーりんプロに所属していた。

## 人物
特技は水泳、野球。趣味はスポーツ観戦。

## 出演
太字はメインキャラクター。

### テレビアニメ
2003年
- 一騎当千（2003年 - 2010年、曹操孟徳、程普徳謀、李傕稚然） - 4シリーズ
- ノディ（ゴボー、スパークス）
- PEACE MAKER鐵（隊士、町人 他）
- BPS バトルプログラマーシラセ（配達員、警察官）
- 円盤皇女ワるきゅーレ 十二月の夜想曲（警察、アナウンサー、所員、男子A、男A、男子生徒）

2004年
- グレネーダー 〜ほほえみの閃士〜（兵士、山賊、町人、役人、手下）
- 砂ぼうず（団員）
- 月詠 -MOON PHASE-（編集者B）
- BURN-UP SCRAMBLE（店員B、部下）
- VIEWTIFUL JOE（グランチャールク、ビアンキー）
- 魔法少女リリカルなのは（犬獣）

2005年
- おくさまは女子高生（男性客）
- 銀牙伝説WEED（ベル、以蔵、サンダー、ホイラー、マツ 他）
- 戦国英雄伝説 新釈 眞田十勇士 The Animation（細川忠興）
- プレイボール（主審、応援団）
- 蟲師（漁師）

2006年
- TOKKO 特公（犬飼武流、大泉副総監、屋台の店主、アナウンサー、黒服）
- 内閣権力犯罪強制取締官 財前丈太郎（唐沢文教）
- BLACK BLOOD BROTHERS（ジャナウェイ、鎮圧チーム、吸血鬼、刺客、職員）
- MUSASHI -GUN道-（気の塊、吉岡伝七郎、師範、石川ゴエモン、根津甚八、石田三成）
- RED GARDEN（医師）

2007年
- かみちゃまかりん（キューちゃん 他）
- キスダム -ENGAGE planet-（ハジ）
- しゅごキャラ!（2007年 - 2008年、ゼロのマネージャー、絵里子の父、まなみの父） - 2シリーズ
- 獣装機攻ダンクーガノヴァ（葵のクルー2）
- sola（外科医）
- のだめカンタービレ（ハンス）
- 爆丸バトルブローラーズ（2007年 - 2010年、ルシフェル、アシュラ） - 2シリーズ
- BLUE DRAGON（2007年 - 2009年、マダム・ジョコング、元祖ホメロン、ドラグノフ中尉、ラッセル、ブランティス 他） - 2シリーズ
- ぼくらの（春枝の夫、アナウンサー、オヤジ）
- MAJOR 3rd season（峰岸、小山、米田、審判、担任、医師）

2008年
- 狼と香辛料（農夫A、警備兵）
- 仮面のメイドガイ（デ・ランジェ店長）
- テレパシー少女 蘭（魁）
- MAJOR 4th season（峰岸）

2009年
- 狼と香辛料II（ギ・バトス、行商人B）
- グイン・サーガ（フェルドリック）
- NEEDLESS（首誠一、大臣）

2010年
- ジュエルペット てぃんくる☆（監督）

2011年
- 夏目友人帳 参（痩男の妖怪）

2012年
- キングダム（2012年 - 2024年、渕） - 5シリーズ
- クイーンズブレイド リベリオン（プロモーター）
- GON -ゴン-（2012年 - 2013年、クンカ、スナフ、ドゥンバ、ボルダン）

2013年
- 熱風海陸ブシロード（村長）

2014年
- 暁のヨナ（イル）

2015年
- GATE 自衛隊 彼の地にて、斯く戦えり（キケロ）
- ベイビーステップ（アレックスの父）

2016年
- 終末のイゼッタ（グロスコップ）
- 双星の陰陽師（音海善吉）
- ラクエンロジック（エンリル）

2017年
- 幼女戦記（ウーガ）

2018年
- ヴァイオレット・エヴァーガーデン（リンジー・ニックス曹長）
- 一人之下 羅天大醮篇（王子仲）

2019年
- この音とまれ!（高城、朝日奈〈審査員〉）
- 銀河英雄伝説 Die Neue These（コンラート・リンザー）

2020年
- バビロン（ベニチオ・フローレス）
- GO!GO!アトム
- 白猫プロジェクト ZERO CHRONICLE（闇の王）
- アサティール 未来の昔ばなし（アッバース、三兄弟の父）
- 俺の指で乱れろ。〜閉店後二人きりのサロンで…〜（マネージャー、父）
- ONE PIECE（2020年 - 2023年、ババヌキ）
- ブラッククローバー（カイト）

2021年
- 怪病医ラムネ（眼科医）

2022年
- ポケットモンスター（おじいさん）

2023年
- 異世界はスマートフォンとともに。2（クープ公爵）
- 夢見る男子は現実主義者（店長）
- AIの遺電子（松村）
- 私の推しは悪役令嬢。（トリッド＝マジク）

2024年
- 道産子ギャルはなまらめんこい（担任）
- SHAMAN KING FLOWERS（兵士B）
- 出来損ないと呼ばれた元英雄は、実家から追放されたので好き勝手に生きることにした（村長）
- THE NEW GATE（グレリール・ダレス）
- 狼と香辛料 MERCHANT MEETS THE WISE WOLF（ギ・バトス）

2025年
- マジック・メイカー 〜異世界魔法の作り方〜（ローンド）
- クラシック★スターズ（VIP）

### 劇場アニメ
- 十五少年漂流記〜海賊島DE!大冒険〜（2013年、グレーブ）
- 劇場版 幼女戦記（2019年、アンドリュー）
- ヤマトよ永遠に REBEL3199 第三章 群青のアステロイド（2025年、ブレソール、ユーリ・ダゴン）

### OVA
- とらいあんぐるハート 〜Sweet Songs Forever〜（2002年、トーマス、エリスの部下）
- 最遊記RELOAD -burial-（2007年、文啓、妖怪A）
- MURDER PRINCESS（2007年、騎士たち、司祭、国民）
- 最遊記外伝（2011年）
- 一騎当千 集鍔闘士血風録（2012年、曹操孟徳）
- 一騎当千 Extravaganza Epoch（2015年、曹操孟徳）

### Webアニメ
- THE KING OF FIGHTERS: DESTINY（2017年、ゲーニッツ）
- ウマ娘 プリティーダービー ROAD TO THE TOP（2023年、ナリタトップロードの父）

### ゲーム
2001年
- 同窓会refrain（遠藤進）
- トゥルーラブストーリー3（三宮太一）

2004年
- SIMPLE2000シリーズ Ultimate Vol.21 喧嘩上等! ヤンキー番長 〜昭和99年の伝説〜（銀二）
- SIMPLE2000シリーズ Vol.50 THE 大美人（リポーター）

2005年
- SIMPLE2000シリーズ Vol.91 THE ALL★STAR格闘祭（ダムド）

2006年
- SIMPLE2000シリーズ Vol.102 THE 歩兵 〜戦場の犬たち〜

2007年
- 一騎当千 Shaining Dragon（曹操猛徳）
- SIMPLE2000シリーズ Vol.118 THE 落武者 〜怒獲武サムライ登場〜（羽柴秀吉）

2008年
- 一騎当千 Eloquent Fist（曹操猛徳）
- トラスティベル 〜ショパンの夢〜（魔法研究者）
- 野獣刑事 東京同時多発テロを鎮圧せよ!

2009年
- 狼と香辛料 海を渡る風

2010年
- 一騎当千 XROSS IMPACT（曹操猛徳）

2011年
- ポケモンバトリオV（司会進行）
- マブラヴ オルタネイティヴ クロニクルズ 憧憬（テュフォーン艦長）

2012年
- アサシン クリード III レディ リバティ
- アブナイ★恋の捜査室
- 真・三國無双6 Empires（エディット音声〈熱血2、重鎮2〉）
- ボーダーランズ2（サー・ハマーロック）

2013年
- God of War: Ascension
- 三国恋戦記〜オトメの兵法!〜思いでがえし
- BEYOND: Two Souls
- Unit 13
- スーパーロボット大戦OG ダークプリズン（アルバーダ・バイラリン）

2014年
- KILLZONE SHADOW FALL
- 白猫プロジェクト（闇の王）

2016年
- 三國志13
- スーパーロボット大戦OG ムーン・デュエラーズ（アルバーダ・バイラリン）
- ブレイジング オデッセイ（グロム）

2017年
- 逆転オセロニア（ゲルドリウス）
- 仁王
- ホライゾン ゼロ・ドーン

2018年
- グランブルーファンタジー（2018年 - 2023年、ダン伯父さん、カッツェの執事、商人） - 3作品
- THE KING OF FIGHTERS ALLSTAR（ゲーニッツ）
- ブラッククローバー カルテットナイツ（フレーゼ卿）

2019年
- ポケモンマスターズ（ガンピ）
- Borderlands 3（サー・ハマーロック）

2020年
- 龍が如く7 光と闇の行方（カンさん、笠山）
- クイズRPG 魔法使いと黒猫のウィズ（タコ）
- ドラゴンクエストX いばらの巫女と滅びの神 オンライン（ブロッゲン、ヤファギル）

2021年
- League of Legends（マスター・イー〈2代目〉）

2022年
- ドラゴンクエストX 目覚めし五つの種族 オフライン（ブロッゲン）

2023年
- THE KING OF FIGHTERS XV（ゲーニッツ） - DLC追加キャラクター

2024年
- ファイナルファンタジーVII リバース
- カイジ外伝：激熱の街（北見、前田）
- ドラゴンクエストX 未来への扉とまどろみの少女 オンライン（執行者ガンガブラ、執行獣ガンガブラ）
- カルドアンシェル（戦士アースタイタン / 近衛アースタイタン、レオナルド・ジャコメッティ、カーベア、シュオル）

2025年
- 冬園サクリファイス（シャルル・ド・ベルニエ）

### ドラマCD
2005年
- 最遊記RELOAD ヘイゼル編（男、町人）

2007年
- BLACK BLOOD BROTHERS 2
- 07-GHOST(セブンゴースト)（警備員）

2008年
- WORKING!! ヤングガンガン ブック・イン・CD（チンピラ）
- ソウルイーター（死人）

2009年
- 狼と香辛料「狼と桃のはちみつ漬け」（アロンゾ）

2011年
- テイルズ オブ ヴェスペリア 虚空の仮面（スパルド・アトマイス）

2012年
- 暁のヨナ（イル）※コミックス第9巻初回限定版に同梱

### BLCD
2004年
- 浪漫狩り1（皇動党員）

2005年
- 英国妖異譚「囚われの一角獣」（カフェの主人）
- 純愛ロマンチカ（琴吹）
- 真夜中の弥次さん喜多さん 愛と幻覚のセレナーデ（吉GYU店長）

2006年
- 英国妖異譚「終わりなきドルイドの誓約」（賢者グラトール）
- きみが恋に堕ちる（吉田）
- 花嫁にくびったけ〜王子様の変身大作戦〜（公彦）

2007年
- きみが恋に堕ちる RUBY CD COLLECTION（吉田）

2008年
- 愛してると言う気はない（加持）

2010年
- おやじな! 〜千夏と巴の場合〜（白十丸渚）

2015年
- Nobody Knows（板橋、オヤジ）

### 吹き替え

#### 映画
2002年
- 白い恐怖（マーチソン〈レオ・G・キャロル〉）
- バイオハザード
- スパイ・ゲーム
- 不倫の残り香

2003年
- 愛してる、愛してない...
- 奇蹟の詩 サード・ミラクル
- ディープ・ライジング コンクエスト
- トリプルX
- 夢見る頃を過ぎても（ヴィクター・フォックス〈ジョナサン・プライス〉）
- レジェンド/三蔵法師の秘宝

2004年
- ヴァン・ヘルシング
- スー・チー in ヴィジブル・シークレット
- セイブ・ザ・ワールド（皿洗い〈マシュー・ランツ〉 他）
- ドーン・オブ・ザ・デッド
- バレット モンク
- パイレーツ・アイランド 黄金島の秘宝
- ハウス・オブ・ザ・デッド
- マルセイユ・ヴァイス
- マッハ!!!!!!!!
- ロード・オブ・ザ・タイム（エドの父、悪魔の騎士2、物売り、アナウンサー）

2005年
- ウインドトーカーズ ※テレビ朝日版
- エミルの空
- 華氏911
- 合衆国壊滅/M10.5
- 世界で一番パパが好き!
- 千年湖（ミョヒョン道士〈チェ・ウォンソク〉）
- ネバー・ダイ・アローン（ラリー、手下、AD）
- 炎のメモリアル
- 復讐者に憐れみを（川辺の青年〈リュ・スンボム〉）
- マシニスト
- マッスルモンク
- ルパン（ボントー〈フィリップ・マニャン〉）
- Uボート 最後の決断

2006年
- アローン・イン・ザ・ダーク
- インビジブル2
- 最'愛'絶叫計画
- ザ・インターネット2:美しき逃亡者
- プリティ・ヘレン
- 沈黙の激突
- リンガー! 替え玉★選手権

2007年
- ハッピー フィート
- ファントム・ファイアー
- テキサス・チェーンソー ビギニング
- ナイト ミュージアム
- REC/レック

2008年
- 96時間
- ボディーアーマー
- ワールド・オブ・ライズ

2009年
- きみがぼくを見つけた日
- サンタ・バディーズ/小さな5匹の大冒険
- シャッフル2 エクスチェンジ
- バビロンA.D.
- バタフライ・エフェクト3/最後の選択（パコ〈ユリシーズ・ヘルナンデス〉）

2010年
- ホースメン（スティングレイ〈クリフトン・コリンズ・Jr〉）

2011年
- スノー・バディーズ/小さな5匹の大冒険
- ステップ・アップ3

2012年
- グレイヴ・エンカウンターズ（マット・ホワイト〈フアン・リーディンガー〉）
- ゴースト・バディーズ/小さな5匹の大冒険
- リンカーン/秘密の書

2013年
- 人狼村 史上最悪の田舎（巡査部長）
- トレジャー・バディーズ 〜小さな5匹の大冒険〜
- Black & White/ブラック & ホワイト（イワン〈マイク・ドパッド〉）
- パシフィック・リム（国連米国代表〈ロビン・トーマス〉）
- ヘンリー・アンド・ザ・ファミリー（ティム・ハーマン〈マーク・マクドナルド〉、トム・ハーマン〈ミッキー・マクドナルド〉）
- ホワイトハウス・ダウン（リード捜査官〈ヴィクター・コーンフット〉）

2014年
- イントゥ・ザ・ストーム（ケニー・ハースト）
- X-MEN:フューチャー&パスト
- Devil's Due
- ポリス・ストーリー/レジェンド（ニウ〈リュウ・イーウェイ〉）
- マンデラ 自由への長い道

2015年
- コルト45 孤高の天才スナイパー（クリスチャン〈ジェラール・ランヴァン〉）
- ステップ・アップ5: アルティメット（ジェイソン〈スティーヴン・“トゥイッチ”・ボス〉）

2016年
- ザ・ブリザード（ウォレス〈ジョン・オーティス〉）
- ラバランチュラ 全員出動!（マーティ〈マイケル・ウィンスロー〉）
- 傭兵のハカ（オーナー）

2019年
- ボヘミアン・ラプソディ（ジム・ビーチ〈トム・ホランダー〉）

2024年
- ロスト・フライト（スカーズデイル〈トニー・ゴールドウィン〉）

#### ドラマ
2003年
- 101回目のプロポーズ（ジェンホワ）

2004年
- スティーヴン・キングのキングダム・ホスピタル（オリー）

2005年
- 射鵰英雄伝（全金発、尹志平〈李偉〉）
- CSI:ニューヨーク #8 #17
- ミス・マープル 予告殺人（フレッチャー巡査部長）
- 名探偵モンク3

2006年
- チェオクの剣
- チャーリー・ジェイド（レン・ポーター〈ラングレイ・カークウッド〉）
- 鳥

2007年
- ワイルドランナー（ヨゼフ・チェルネ〈ベラ・B・フェルゼンハイマー〉）
- CSI:ニューヨーク シーズン2
- ワイルドランナーX2（ヨゼフ・チェルネ〈ベラ・B・フェルゼンハイマー〉）
- 北京バイオリン

2008年
- ザ・シールド ルール無用の警察バッジ シーズン7　
- CSI:ニューヨーク シーズン5
- ミディアム 霊能者アリソン・デュボア シーズン3

2009年
- スターゲイト アトランティス シーズン5

2010年
- コールドケース6
- BONES シーズン6

2011年
- キャッスル 〜ミステリー作家は事件がお好き シーズン2
- コールドケース7 ザ・ファイナル（若いウルフ）
- リゾーリ&アイルズ ヒロインたちの捜査線2

2012年
- ゾウズ・フー・キル 殺意の深層
- バーン・ノーティス 元スパイの逆襲 シーズン2 #8
- ビクトリアス
- 誘拐交渉人 裏切りの陰謀（アンワル・ラズダン〈マドゥル・ミッタル〉）

2013年
- ALPHAS/アルファズ
- 太陽を抱く月
- 私はラブ・リーガル3
- ハート・オブ・ディクシー ドクターハートの診療日記（ダッシュ・デウィット〈レジナルド・ヴェルジョンソン〉、ビル保安官、ジェフリーズ軍曹 他）
- BONES シーズン7（ミルフォード）

2014年
- CSI:ニューヨーク9 #6
- スリーピー・ホロウ（アンディ・ブルックス〈ジョン・チョー〉）
- ハウス・オブ・カード 野望の階段 シーズン2 #9 #10

2015年
- ザ・ミッシング〜消えた少年〜（カリド・ジアン〈サイード・タグマウイ〉）
- ジ・アメリカンズ
- LAW & ORDER: 陪審評決

2016年
- 超能力ファミリー サンダーマン シーズン2
- ブラインドスポット タトゥーの女
- マッド・ドッグス（コビ〈スティーヴ・ザーン〉）
- リゾーリ&アイルズ ヒロインたちの捜査線 シーズン6 #5

2017年
- グッド・ワイフ 彼女の評決
- 西海岸捜査ファイル グレイスランド シーズン3 #6（ビンス）
- ラスト・キングダム（ベオッカ神父〈イアン・ハート〉）

2021年
- 人間レッスン（ジョンジン〈パク・ホサン〉）
- フラグルロック（犬のマック、ゴーグ・パパ、ボロロ）※Apple TV+版

#### アニメ
2004年
- ティーン・タイタンズ（ロボットマン）

2013年
- DANGANバトル スラッグテラ（プロント）

2014年
- メアリーと秘密の王国（フィン）

2016年
- サム・アセンブリー ティーンエイジャーCEO（エヴェレット）

2017年
- 縁結びの妖狐ちゃん
- THE KING OF FIGHTERS: DESTINY（ゲーニッツ）
- ファングボーン（ドゥルール）

2018年
- ラマ・ラマ（ジイジ）

2020年
- ラスト・キッズ・オン・アース（スラル）

2021年
- セイディ・スパークス

2022年
- 時光代理人 -LINK CLICK-（エマの父）

### ラジオ
- 一騎当千 XTREME XECUTOR RADIO（2010年 / 28、29、30、31回、ゲスト）

### ボイスオーバー
- 奇跡体験!アンビリバボー（フジテレビ）
- 生と死・救命医療の現場（ディスカバリーチャンネル）
- BBC地球伝説（BS朝日）
- BS世界のドキュメンタリー（NHK-BS1）
- ヘンな生き物〜最新ランキング2015 大発表SP〜（フジテレビ）

### ナレーション
- オーディオノベル 投資銀行青春白書
- スーパーヒーロー作戦 ダイダルの野望TVCM
- トラックマン対抗!競馬新聞No.1決定戦（MONDO TV）
- ネットdeシンデレラ
- BSジャパン NIKKEIプラス1（ナレーション&新聞読み上げ）
- ヤマダ電機TVCM

### 舞台
- ゆーりんプロ 「燃えよ!西遊記」「Nobunaga」
- 演劇ユニットイチイコ 第2回公演 朗読劇「クリスクロス」（2010年） - ジャスティ

### その他
- パチンコ・パチスロ 一騎当千XX（曹操孟徳）

### シリーズ一覧
1. ↑  第1期（2003年）、第2期『Dragon Destiny』（2007年）、第3期『Great Guardians』（2008年）、第4期『XTREME XECUTOR』（2010年）
2. ↑  第1期（2007年）、第2期『しゅごキャラ!! どきっ』（2008年）
3. ↑  第1期（2007年）、第2期『ニューヴェストロイア』（2010年）
4. ↑  第1期（2007年 - 2008年）、第2期『天界の七竜』（2008年 - 2009年）
5. ↑  第1シリーズ（2012年 - 2013年）、第2シリーズ（2013年 - 2014年）、第3シリーズ（2020年 - 2021年）、第4シリーズ（2022年）、第5シリーズ (2024年)
6. ↑  『グランブルーファンタジー』（2015年）、『ヴァーサス』（2020年）、『ヴァーサス -ライジング-』（2023年）